# Conspiració de Pontcallec
La Conspiració de Pontcallec (en bretó Pontkaleg) esdevingué en el Ducat de Bretanya el 15 de setembre del 1718, quan un grup de 50 nobles descontents (anomenats Fréres Bretons) redactà un Acte d'Union per captar el descontentament, i que va recollir 600 signatures. Però quan es van reunir l'abril del 1719 només s'hi presentaren 16. Tot i així, Potkaleg i els seus amics (Talhouët, Montlouls i Couëdic) decidiren tirar endavant la conspiració i va demanar ajut a Espanya, un cop acabada la Guerra de Successió. Tanmateix, un dels implicats, Salarun, va denunciar a les autoritats la presència d'una fragata espanyola a les costes bretones, alhora que advertia als conjurats de la presència del representant reial per tal que poguessin escapar, però Pontkaleg es negà a fugir i fou fet presoner a Naoned el 26 de setembre del 1719. Fou executat a la plaça de Bouffay de Naoned amb els seus tres companys seus el 26 de març del 1721. Semblava que la repressió seria major, però el regent Felip d'Orleans va decretar una amnistia posterior.
La seva mort fou recollida en el cant popular Maro Pontkaleg, dins el Barzaz Breiz, i la tradició l'aconvertí en un heroi i un màrtir. L'harpista bretó Alan Stivell en va popularitzar una versió, a la que Gilles Servat hi posà lletra.